# Plaques de matrícula de Suïssa

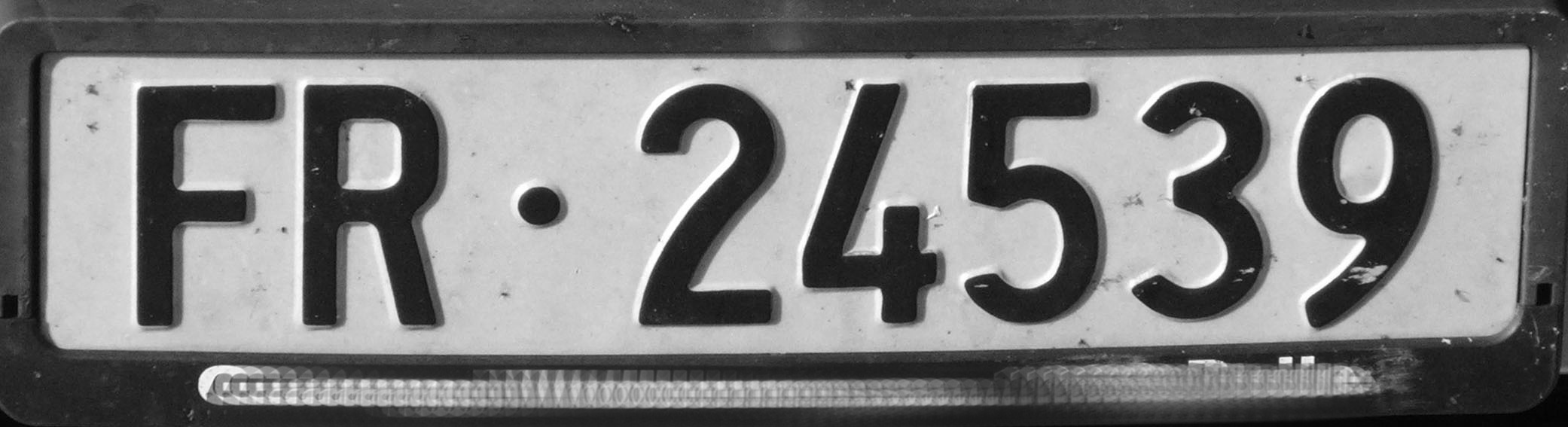
Matrícula davantera amb el codi FR del cantó de Friburg.

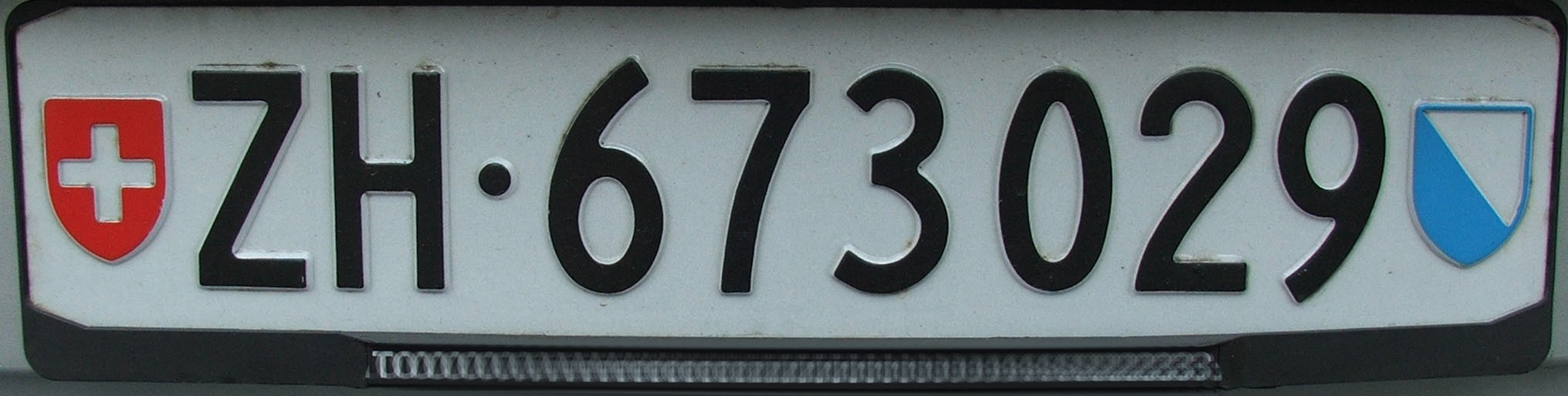
Matrícula del darrere amb el codi ZH del cantó de Zuric i els escuts a ambdues bandes.

Les plaques de matrícula dels vehicles de Suïssa es componen de dues lletres que indiquen el codi del cantó i un màxim de sis xifres (per exemple, FR 123456). A les plaques posteriors es col·loca l'escut federal a la part esquerra i el del cantó a la dreta ( ZH·123456 ). Els caràcters són de color negre sobre fons reflectant blanc i cada tres xifres es deixa un espai lleugerament més gran per a una major llegibilitat.

## Mides
Les mides de les plaques són:
- Placa frontal rectangular: de 300 mm x 80 mm.
- Placa posterior rectangular: de 500 mm x 110 mm.
- Placa posterior quadrada: de 300 mm x 160 mm.

## Tipografia

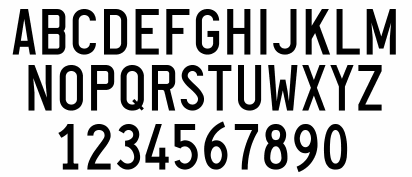
Tipografia utilitzada per Suïssa.

Les matrícules utilitzen una tipografia que mostra diverses influències. Pren com a base la tipografia DIN 1415 per a caràcters com la C, G, O i Q les quals retenen les formes rodones de l'estàndard DIN, mentre que per a caràcters com la B, D, P i R que tenen formes més quadrades, similars a les tipografies de les plaques de França i de Regne Unit. Algunes xifres com el 6, 7 o 9 mostren línies de forma ovalada lleugerament similar a les que s'observen a les plaques nord-americanes, mentre que la forma del zero amb una base més ample que la part superior recorda la lletra O de la tipografia alemanya FE-Schrift.

## Codificació
La següent taula mostra el codi i l'escut corresponent a cadascun dels cantons suïssos.
| Codi | Escut                           | Nom del cantó (en l'idioma oficial) | Imatge |
| ---- | ------------------------------- | ----------------------------------- | ------ |
| AG   | Escut d'Argòvia                 | Aargau                              |        |
| AI   | Escut d'Appenzell Inner-Rhoden  | Appenzell Inner-Rhoden              |        |
| AR   | Escut d'Appenzell Ausser-Rhoden | Appenzell Ausser-Rhoden             |        |
| BE   | Escut de Berna                  | Bern                                |        |
| BL   | Escut de Basilea-Camp           | Basel-Landschaft                    |        |
| BS   | Escut de Basilea-Ciutat         | Basel-Stadt                         |        |
| FR   | Escut de Friburg                | Freiburg/Fribourg                   |        |
| GE   | Escut de Ginebra                | République et Canton de Genève      |        |
| GL   | Escut de Glarus                 | Glarus                              |        |
| GR   | Escut dels Grisons              | Grischun/Graubünden/Grigioni        |        |
| JU   | Escut del Jura                  | Jura                                |        |
| LU   | Escut de Lucerna                | Luzern                              |        |
| NE   | Escut de Neuchâtel              | Neuchâtel                           |        |
| NW   | Escut de Nidwalden              | Nidwalden                           |        |
| OW   | Escut d'Obwalden                | Obwalden                            |        |
| SG   | Escut de Sankt Gallen           | Sankt Gallen                        |        |
| SH   | Escur de Schaffhausen           | Schaffhausen                        |        |
| SO   | Escut de Solothurn              | Solothurn                           |        |
| SZ   | Escut de Schwyz                 | Schwyz                              |        |
| TG   | Escut de Turgòvia               | Thurgau                             |        |
| TI   | Escut de Ticino                 | Repubblica e Cantone Ticino         |        |
| UR   | Escut d'Uri                     | Uri                                 |        |
| VD   | Escut de Vaud                   | Vaud                                |        |
| VS   | Escut de Valais                 | Valais/Wallis                       |        |
| ZG   | Escut de Zug                    | Zug                                 |        |
| ZH   | Escut de Zuric                  | Zürich                              |        |

## Altres tipus[4]

### Ciclomotors
Els ciclomotors porten també una sola placa posterior amb el codi del cantó i una sèrie de sis xifres sobre fons groc.

### Motocicletes
Les motocicletes porten una sola placa posterior d'igual format que la dels vehicles, però de mides 180 mm x 140 mm (format quadrat).

### Diplomàtiques
Els vehicles diplomàtics d'ambaixades o del personal diplomàtic porten el mateix tipus de plaques però aquestes comencen per les lletres CD, CC o AT en blanc sobre fons blau i la resta de la matrícula de fons blanc porta el codi del cantó i dos grups de xifres separades per un espai (per exemple, CD GE 12 345). El segon grup de xifres indica l'estat de pertinença del vehicle.

### Personalitzades
El propietari d'un vehicle pot sol·licitar una matrícula personalitzada, la qual pot està formada per una sèrie d'una a cinc xifres.

### Temporals
Les plaques temporals porten al costat dret, una marca de control de color vermell que mostra la data de caducitat. En petit i en color blanc s'indica l'any i en gran i en color negre s'indica el mes de l'any (a la imatge, la data de caducitat seria el febrer de 2019).

### Militars
Els vehicles militars porten plaques posteriors amb l'escut suís seguit d'una M (abreviatura de "Militar") i diverses xifres en blanc sobre fons negre. Les xifres s'assignen segons el tipus de vehicle i la quantitat. Les plaques davanteres no porten l'escut.

## Colors de fons

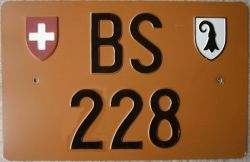
Matrícula de vehicle especial degut a les mides del vehicle.

A més a més, en molts cantons és possible trobar plaques amb el mateix número de matrícula però en diferent color de fons. El color s'utilitza per indicar un ús diferent o tipus de vehicle concret.
El color blanc s'utilitza per als vehicles particulars, motos, camions, autobusos i remolcs.
El color blau s'utilitza per als vehicles de treball, com són els de construcció o els de bombers.
El color verd s'utilitza per als vehicles agrícoles, com els tractors.
El color groc s'utilitza per als vehicles lleugers amb velocitat limitada a 45km/h, com són els escúters.
El color marró s'utilitza per a vehicles especials per la seva mida, pes o dimensions, com les grues o excavadores.
El color negre s'utilitza per als vehicles militars.